# Bewölkung

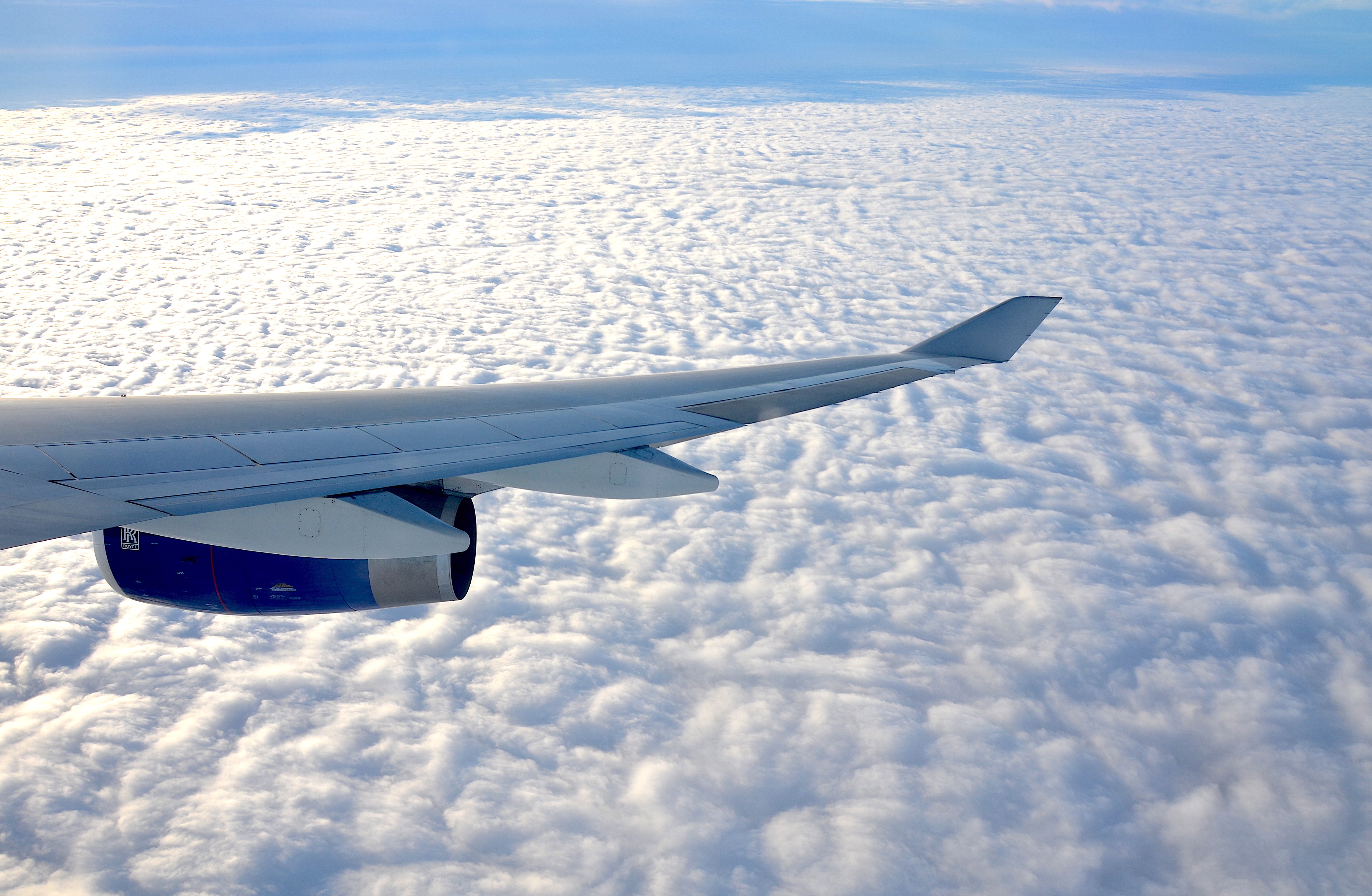
Bewölkung (geschlossene stratiforme Wolkendecke) über Frankreich

Bewölkung oder Bedeckung ist in der Meteorologie die Bezeichnung für eine Ansammlung von kondensiertem Wasser in der Erdatmosphäre, die für das freie Auge sichtbar ist und als Gesamtheit nicht den Erdboden berührt. Bewölkung sollte also sowohl vom Nebel als auch vom Dunst, der von schwebenden, festen Partikeln in der Luft gebildet wird, unterschieden werden.
Einzeln erkennbare Elemente der Bewölkung werden als Wolke bezeichnet. Das Ausmaß der Bedeckung des Himmels mit Wolken wird in der Regel vom Wetterbeobachter geschätzt, heutzutage auch von speziellen Sensoren oder Wetter-Kameras festgestellt. Die Daten von Wettersatelliten sind hingegen nur regional nutzbar. An den meisten Wetterwarten wird die in der Synoptik festgelegte Achtel-Unterteilung verwendet. Man spricht dann auch von der Maßeinheit „Okta“.

## Einteilung
| Bedeckung | Bezeichnung            | Symbol |
| --------- | ---------------------- | ------ |
| 0/8       | wolkenlos              |        |
| 1/8       | sonnig                 |        |
| 2/8       | heiter                 |        |
| 3/8       | leicht bewölkt         |        |
| 4/8       | wolkig                 |        |
| 5/8       | bewölkt                |        |
| 6/8       | stark bewölkt          |        |
| 7/8       | fast bedeckt           |        |
| 8/8       | bedeckt                |        |
| 9/8       | Himmel nicht erkennbar |        |

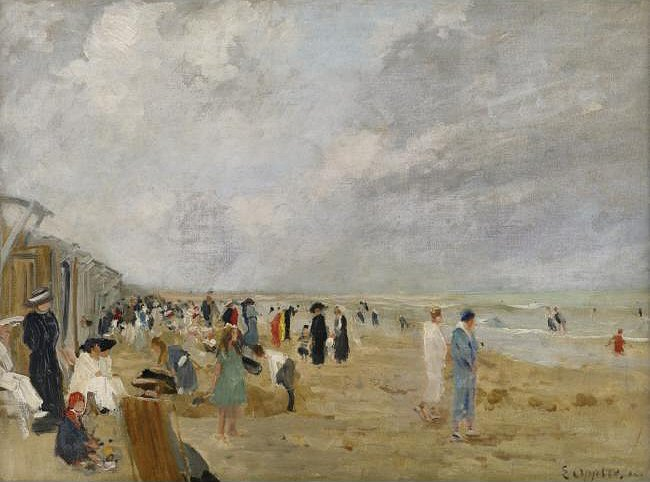
Ein bewölkter Himmel in der bildenden Kunst: Das Gemälde „At the Beach“ von Ernst Oppler, um 1905

Während der Bedeckungsgrad früher häufig in Zehnteln geschätzt wurde, wird er heutzutage in der Regel in Achteln angegeben (siehe Tabelle rechts).
In der Alltagssprache wird „overcast“ bzw. bedeckt oft noch durch trüb ergänzt, wenn die Wolken nicht nur den ganzen Himmel bedecken, sondern auch dunkel bzw. von hoher Luftfeuchtigkeit sind.

### Einteilung des Flugwetterdienstes
Der Flugwetterdienst fasst die Achtel zusammen: Der beste Wetterzustand ist „ceiling and visibility okay“ (CAVOK), der fast wolkenlose Himmel wurde früher mit „sky clear“ (SKC), heute mit „no significant clouds“ (NSC) für keine Wolken unter 5000 ft bzw. keine wesentlichen Wolken oder „no clouds detected“ (NCD) bei automatischen Stationen bezeichnet. Es folgt „few“ (FEW) für wenig bewölkt, weiter mit 3–4 Achteln „scattered“ (SCT) oder aufgelockert bewölkt, 5–7 Achteln „broken“ (BKN) für durchbrochene Wolkendecke und 8 Achteln „overcast“ (OVC) für eine dichte, geschlossene Wolkendecke. Ferner 9 Achtel „obscured“ (OBSC), falls der Himmel nicht sichtbar ist.

### Einteilung der CIE
Die Internationale Beleuchtungskommission (CIE) definiert einige Himmelszustände. Sonniger Himmel bezeichnet den Himmel, bei dem die Sonne scheint, wobei der Grad der Bewölkung zunächst ohne Bedeutung ist. Als klaren Himmel einen Himmel, bei dem weniger als 30 Prozent der Himmelsfläche durch Wolken bedeckt sind. Als teilbewölkten Himmel einen, bei dem zwischen 30 und 70 Prozent der Himmelsfläche mit Wolken bedeckt sind. Als bewölkten Himmel einen, bei dem über 70 Prozent der Himmelsfläche mit Wolken bedeckt sind. Als bedeckten Himmel einen Himmel mit einer vollständig geschlossenen Wolkendecke, das heißt, 100 Prozent der Himmelsfläche sind mit Wolken bedeckt. Diese Himmelszustände haben Bedeutung für die Tageslichtplanung sowie in der Fotografie für die Bestimmung der Farbtemperatur, die je nach Bewölkungsgrad zwischen 5500 K und 7500 K liegt.

## Himmelszustand
Als Himmelszustand definiert die Internationale Beleuchtungskommission eine Funktion, die von der Sonnenhöhe abhängt.
Diese Himmelszustände werden teilweise für die Berechnung von Tageslichtquotienten verwendet; außerdem haben sie Bedeutung für die Tageslichtplanung sowie in der Fotografie für die Bestimmung der Farbtemperatur, die sich je nach Bewölkungsgrad ändert.

### Standardhimmel
Der Standardhimmel ist ein CIE-Standard, der die räumliche Leuchtdichte-Verteilung des Himmels unter verschiedenen Witterungsbedingungen mathematisch modelliert. Er verfolgt das Ziel eine universelle Basis zur Klassifikation gemessener Leuchtdichte-Verteilungen des Himmels zu sein und eine Methode zur Berechnung der Himmels-Leuchtdichte für die Tageslichtplanung bereitzustellen.
Der Standard definiert relative Leuchtdichte-Verteilungen, das heißt die Leuchtdichte des Himmels an einem beliebigen Punkt der Hemisphäre wird als Funktion der Leuchtdichte im Zenit beschrieben. Um absolute Leuchtdichte-Verteilungen für Tageslicht-Berechnungen zu erhalten, kann das Modell mit vorgegebenen Werten der Zenit-Leuchtdichte oder der horizontalen Beleuchtungsstärke verwendet werden.

#### Standard-Beleuchtungssituationen
Durch die festgelegte Wertebelegung der fünf luminance gradation parameters (a … e) können folgende Standard-Beleuchtungssituationen erzeugt werden:
1. CIE Standard Overcast Sky – Steep luminance gradation towards zenith, azimuthal uniformity
2. Overcast, with steep luminance gradation and slight brightening towards the sun
3. Overcast, moderately graded with azimuthal uniformity
4. Overcast, moderately graded and slight brightening towards the sun
5. Sky of uniform luminance
6. Partly cloudy sky, no gradation towards zenith, slight brightening towards the sun
7. Partly cloudy sky, no gradation towards zenith, brighter circumsolar region
8. Partly cloudy sky, no gradation towards zenith, distinct solar corona
9. Partly cloudy sky, with the obscured sun
10. Partly cloudy sky, with brighter circumsolar region
11. White-blue sky with distinct solar corona
12. CIE Standard Clear Sky, low luminance turbidity
13. CIE Standard Clear Sky, polluted atmosphere
14. Cloudless turbid sky with broad solar corona
15. White-blue turbid sky with broad solar corona

#### Norm
Gemeinsamer ISO/CIE-Standard ISO 15469:2004(E) / CIE S 011/E:2003 : Spatial distribution of skylight – CIE standard general sky (deutsch: räumliche Verteilung des Tageslichtes – allgemeiner Himmel nach CIE genormt)
Der CIE Standard General Sky beinhaltet als Spezialfälle den CIE Standard Clear Sky und den CIE Standard Overcast Sky und ersetzt somit die Norm CIE S003 – 1996: Spatial distribution of daylight – CIE standard overcast sky and clear sky.